# Prohaireza
Prohaireza to wyróżniona przez Epikteta zdolność pozwalająca odróżnić istoty ludzkie od innych stworzeń. W swoich diatrybach definiuje ją jako samookreśloną, niezniewoloną, niepodległą, zdolną do używania wrażeń i rozumiejącą ich użycie - zdolność umysłową, której podlegają wszystkie inne ludzkie zdolności.
Ludzka prohaireza jest w pełni aktywna w momencie odczuwania pragnienia lub zniechęcenia, pociągania lub odrazy, zgody lub niezgody. 
Prohaireza może przybrać dwie różne formy: 
- formę zgodną z dihairezą
- formę zgodną z kontrdihairezą.